# Automate d'analyses médicales

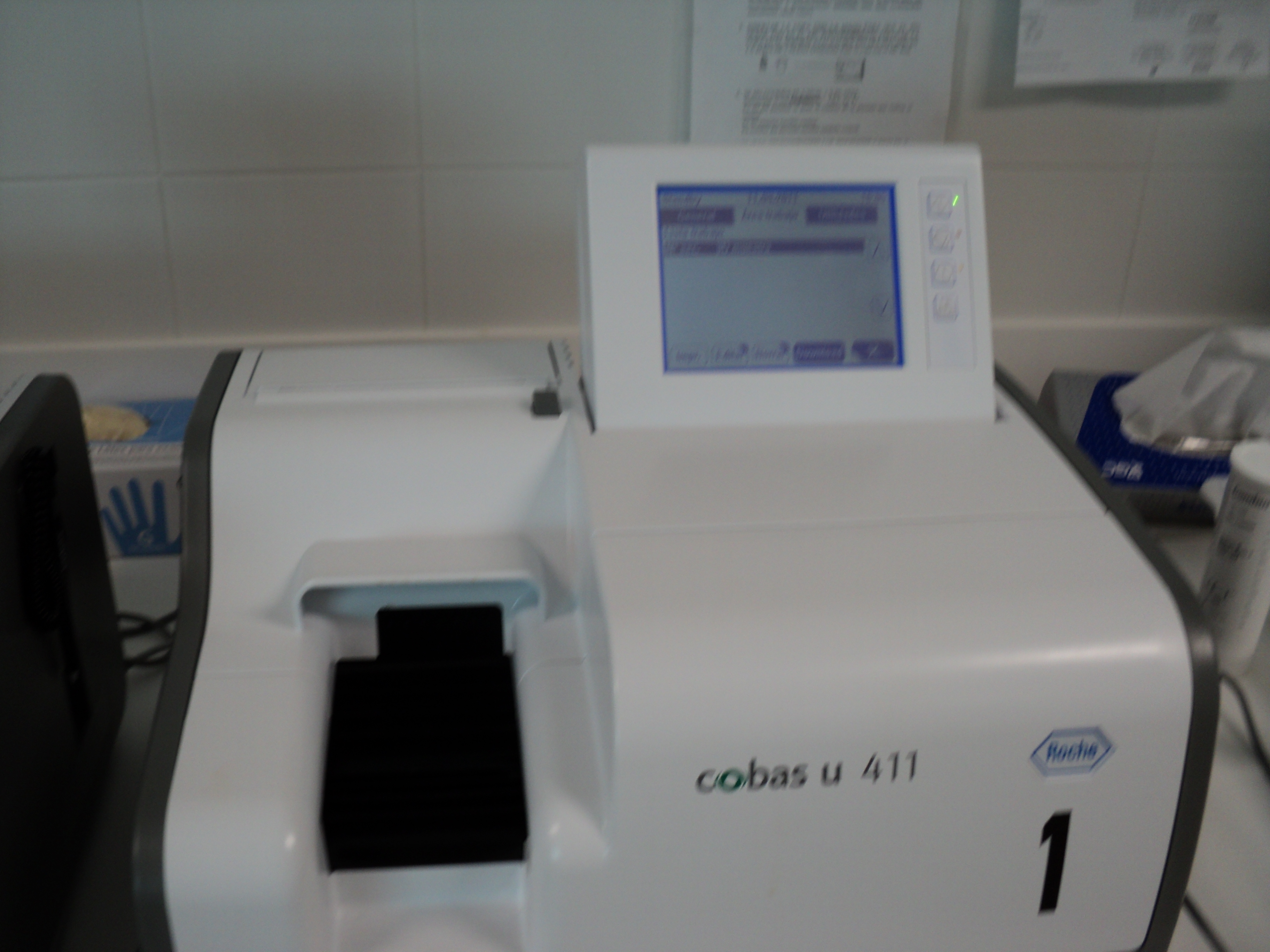
Cobas u 411

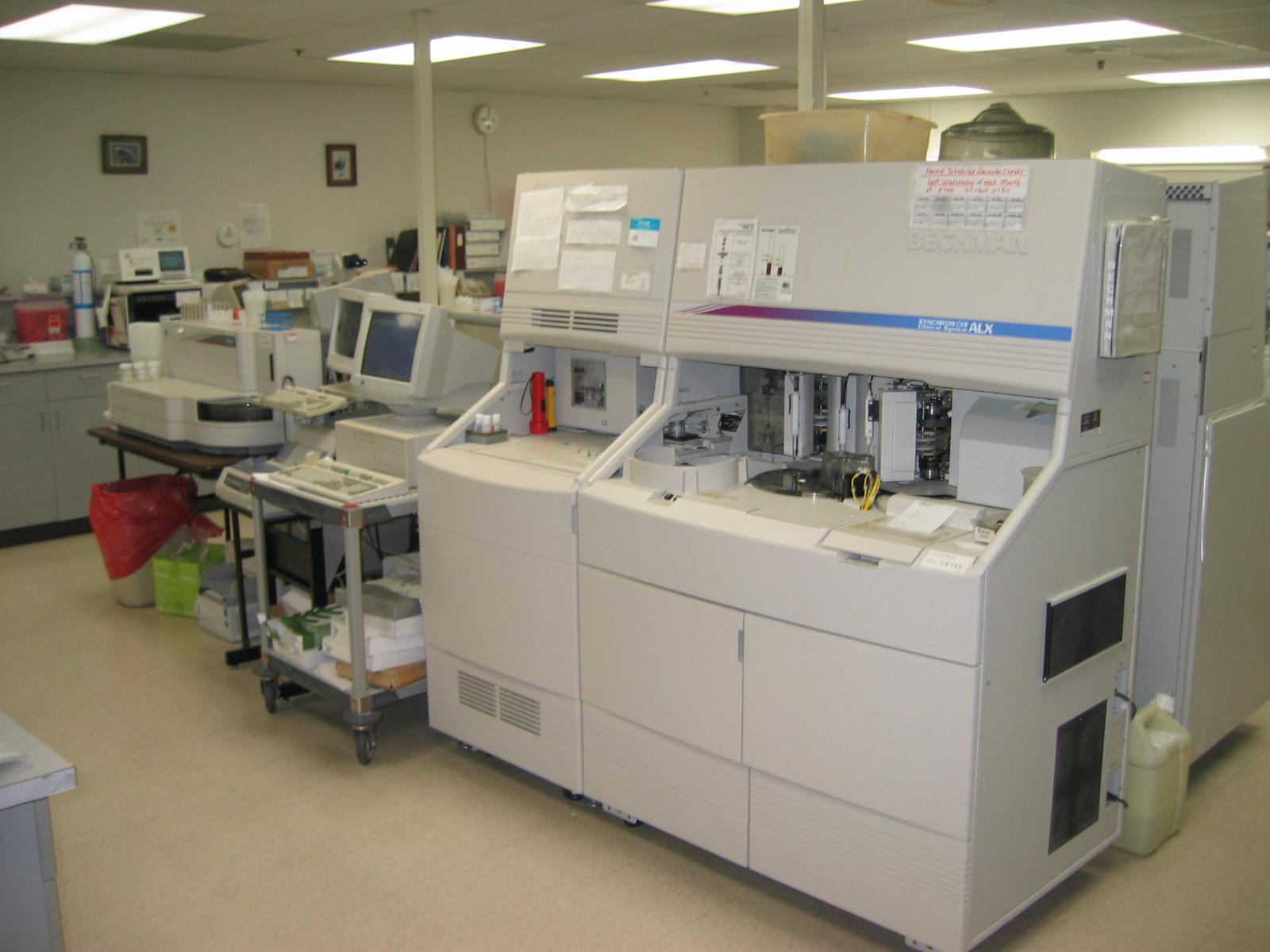

Les automates d'analyses médicales permettent de réaliser un certain nombre d'analyses médicales en un temps limité.
L'augmentation des demandes de diagnostics biologiques favorise l'apparition d'automates de plus en plus rapides et fiables au sein des laboratoires d'analyses médicales, grâce à l'industrie du diagnostic in vitro.

## Qualification d'un automate
Avant leur utilisation pour les analyses, et après chaque déménagement, ces automates doivent être « qualifiés » c'est-à-dire que chaque paramètre biologique analysé doit subir une validation de méthode analytique (sensibilité, spécificité, limite de détection, linéarité, seuil de quantification, répétabilité, reproductibilité, biais, incertitude…) et une corrélation avec les résultats de l'automate précédent.

## Maintenances et contrôles
Ensuite, tout au long de son utilisation, il devra subir des maintenances régulières (quotidienne, hebdomadaire ou mensuelle) par le personnel qualifié du laboratoire, communément par les technologistes médicaux, technologues ou techniciens de laboratoire ainsi que des maintenances plus poussées (changement de pièces importantes) par le SAV du constructeur.
Les résultats de ces automates doivent être contrôlés avec des contrôles de qualité (externes ou internes) et, à chaque nouveau lot de réactif, ils doivent être calibrés.

## Groupes et listes d'automates

### Automates de cytologie
Ces automates permettent de compter les cellules du sang ou d'autres liquides biologiques et d'en apprécier la morphologie.

#### Automates de cytologie hématologique
Ces automates permettent de compter les cellules sanguines (d'en évaluer la taille et de déterminer le contenu en hémoglobine des érythrocytes).
Quelques exemples : 
- XN-9000, XN-3000, XN-1000, XE-2100, XS, XT par SYSMEX
- Mindray BC5800, BC6800 par A.MENARINI diagnostics
- CellDyn 3200, 3500, 3700, 4000, Sapphire de Abbott
- Advia 70, 120, 2120 de Siemens (ex Bayer Diagnostics)
- DxH, STKS, MaxM, LH, GenS de Beckman Coulter
- Yumizen H1500/H2500 / ABX Pentra 60, 80, 120 de HORIBA Medical
- CELLTAC E MEK-7222 / MEK-8222 de NIHON KOHDEN
- BIOCODE HYCEL Diana 5 / Xenia / Hycel 9000
- etc
- DIRUI BF-6500/BF-5180

#### Automates de cytologie urinaire
Ils permettent d'aider à dénombrer et déterminer la nature de certains éléments présents dans les urines (cristaux, cellules…)
- Urised revendeur i2a

- IQ200 de Beckman Coulter, Iris Diagnostics racheté en septembre 2012 Groupe Danaher l'intégrant à Beckman Coulter

- UF50, 100, 500, 1000i , 4000 , 5000 de SYSMEX

- SEDIMAX revendeur A.MENARINI diagnostics

- AUTION Hybrid de ELITech France
- H-800/H-1000/FUS-200
- Urisys 1100 / 2400 de Roche diagnostics

### Automates de biochimie
Ces automates réalisent des réactions chimiques, enzymatiques ou immunologiques (immuno-chimiques/enzymatiques) dans le but de doser un composé chimique dans un liquide biologique de l'organisme (sang, urine, liquide d'épanchement ou de ponction)
Ils sont historiquement divisés en deux types d'automates, les automates de chimie dont la réaction est chimique directe et les automates d'immuno-analyse dont la réaction de dosage utilise des anticorps monoclonaux.
Dorénavant ces types d'examens sont de plus en plus réunis soit au sein du même automate soit au sein de chaînes d'automates de la même entreprise.

#### Automates de chimie pure
Ces automates permettent le dosage des ions ou de molécules simples tel que le Potassium, le Sodium, les bicarbonates, le Cholestérol, les Triglycérides, la créatinine entre autres.
- AU400, 480, 600, 640, 680, 2700, 5400, 5800 de Beckman Coulter
- ABX Pentra 400 et Pentra C200 de HORIBA Medical
- CS-800/CS-400/CS-240 DIRUI industrial
- Module C du COBAS de Roche diagnostics

#### Automates d'immuno-Analyse
Ces systèmes permettent le dosage de marqueurs cardiaques, thyroïdiens, tumoraux, de fertilité, d'anémie ou encore la détermination des sérologies infectieux.
- Access2 et DxI 600, 800, chimiluminescence de Beckman Coulter
- Vidas de bioMérieux
- ADVIA Centaur, ADVIA 1800 de Siemens (ex Bayer Diagnostics)
- Dimension VISTA, EXL, de Siemens (ex Dade Behring)
- IMMULITE 2000 de Siemens (ex DPC)
- Axsym, Architect de Abbott
- Integra 400-700, Modular, Elecsys 2010, Cobas de Roche diagnostics
- ECi et Vitros 3600 (immuno-analyse) de Ortho Clinical Diagnostics
- LP G600 et LP G1200 de Fujirebio

#### Automates mixtes
- Fusion 5.1, Vitros 5600 de Ortho Clinical Diagnostics

### Automates d'hémostase
Ces automates permettent de réaliser les temps de coagulation pour la surveillance des traitements anticoagulants ou l'évaluation des fonctions hépatiques par exemple.
Quelques exemples :
- Amax 190, 400 de Sigma diagnostics
- CA 1000, 1500, 7000 de Sysmex
- STA Compact, STA-R, STA Satellite de Stago
- CS-2000i, BCS XP de Siemens (ex Dade Behring)
- ACL TOP de Instrumentation Laboratory

### Automates de bactériologie
Ces automates permettent d'aider à l'identification de germes, à déterminer leurs résistances à des panels d'antibiotiques, à automatiser des cultures.

#### Automates pour identification biochimique et tests d'antibiotiques
- Vitek, Vitek2 de bioMérieux
- Phoenix de Becton Dickinson
- Microscan Walkaway de Siemens
- AC-STD de Vikalex Technologies

#### Automates d'identification par spectrométrie de masse
- Spectromètre de masse Maldi-Tof Shimadzu, logiciel Saramis (Anagnostec), logiciel SirWeb MALDI-TOF (société I2A[1])
- Spectromètre de masse MALDI Biotyper de Bruker Daltonics Leader Mondial en technologie MALDI-Tof, logiciel SirWeb MALDI-TOF (société I2A[1])
- Spectromètre de masse Vitek MS (technologie Maldi-Tof) de Biomérieux, logiciel Myla
- Automate d'Identification Microbienne ANDROMAS, logiciel SirWeb MALDI-TOF (société I2A[1])

#### Automates de gestion d'antibiogrammes en milieu solide
- Scan 1200 de Interscience
- Sirscan Auto de i2a
- Sirscan 2000 de i2a
- Sirscan Micro de i2a
- Sirscan Lynx de i2a
- Osiris de Bio-Rad
- ADAGIO de Bio-Rad

#### Ensemenceurs
Avec gestion des différentes formes de boîtes et du dépôts de disques d'antibiotiques.
- WASP de Siemens

Le WASP ensemence automatiquement les boîtes de cultures et prépare les bouillons, les GRAM et les antibiogrammes en gélose (ensemencement des milieux et dépôt des disques par distributeurs de disques ronds). 
- Prelud de i2a[1]

Le PRELUD ensemence automatiquement les boîtes de cultures et prépare automatiquement les antibiogrammes en gélose (ensemencement des milieux et dépôt des disques) sur boîtes rondes ou carrées. Seul Ensemenceur d'Antibiogrammes et de dépôts de disques en dynamique 2 carrousels de 60 cartouches à bord (réfrigérés avec contrôle de l'humidité), présentant la plus grosse capacité de Boîtes
- Le BD Innova est un ensemenceur qui permet un débouchage et un rebouchage automatique des échantillons, de travailler sans aucun consommable à usage unique pour un coût de fonctionnement réduit, est compatible avec toutes les tailles de containers sans aucun adaptateur. Il travaille en total autonomie pendant une heure en système totalement clos pour éviter les risques de contamination.
- PREVI Isola Biomérieux

Le PREVI Isola est un ensemenceur haute cadence pour tous types de prélèvements, il constitue un véritable progrès en matière d'isolement des colonies par l'innovation qu'il apporte (ensemencement par rotation à 330 ° sur la gélose)

#### Automates de détection de pousse en milieu liquide
- Bac/T Alert de Biomérieux
- Bactec 9000, Bactec FX, Bactec MGIT 320 et MGIT960 de Becton-Dickinson
- VersaTREK Hémocultures  / Mycobactéries Revendeur i2a

#### Automates de coloration de lames
- Aerospray GRAM, Aerospray BK, Aerospray Hématologie et Aerospray Cytologie de ELITech Group
- SlidemarkerLH, DxHSMS étaleur-colorateur de Beckman Coulter
- RAL Stainer revendeur i2a[1]
- Smartcolor Fumouze Diagnostics

### Automates d'immuno-hématologie
Les automates d'immuno-hématologie permettent notamment de déterminer le groupage sanguin, Rhésus, Kell, RAI (Recherche d'Agglutinines Irrégulières)
- WADiana et ERYTRA de Diagnostic Grifols
- NEO et Echo de la société IMMUCOR
- Comet de ABO DIAG[2]
- Swing, Saxo, Techno, Tango, IH-500, IH-1000 (logiciel IH-Com) Biorad
- Mitis 1 et 2 (ne sont plus utilisés), ITM(middleware) /Autovue 1re génération (1G) puis Autovue Innova (2e génération) et Ultra (qui est un Autovue 1re génération transformé en Autovue Innova par l'installation d'un "kit"), Vision  de Ortho Clinical diagnostics
- Qwalys 2, Qwalys 3 de Diagast

### Automates desGaz du sang
- cobas b 123 POC System de Roche diagnostics
- Omni C, OmniS (Cobas B221) de Roche diagnostics
- Opti CCA, Opti R de Roche diagnostics (ex AVL)
- PDM2 de Nova biomedical
- Rapidlab 800, 864, 1200, Rapidpoint 400 de Siemens (ex Bayer Diagnostics)
- ABL800, ABL80, ABL5, NP7 de Radiometer

### Automates de détermination de laVitesse de sédimentation
- BIOCODE HYCEL Lena (16 positions) / Therma (100 positions)
- SRS100/II, SRS 20/II de Greiner Bio-One
- Test 1H de Alifax SpA
- COFIM50 de COFIM
- VT 25, 40, 50, 72, 100 de EuroTEC
- Sedi/SediSystem (I et II) de Becton-Dickinson
- Ves-Matic 30, Ves-Matic CUBE 80, Ves-Matic CUBE 200 de Menarini diagnostics
- i-SED de ALCOR Scientific
- MixRate-20 de Elitech Group

### Automates de biologie moléculaire
Certains de ces automates permettent d'amplifier les acides nucléiques par différentes techniques comme la PCR ou la NASBA pour ainsi détecter des organismes infectieux ou des gènes défectueux par exemple. 
- LightCycler de Roche diagnostics
- Chaines Amplilink/Amplicor/TaqMan de Roche diagnostics
- Rotor-Gene de Corbett Research
- iCycler de Biorad
- Nuclisens EasyQ de Biomérieux
- Smart Cycler de Cepheid
- GeneXpert de Cepheid…
- Le système BD MAX est la première plateforme de biologie moléculaire entièrement automatisée et ouverte, permettant la réalisation de tests unitaires et/ou en séries. Cet automate nouvelle génération permet une utilisation simple, flexible et polyvalente des tests de biologie moléculaire.

### Chaînes d'automates
Les entreprises du diagnostic in vitro essayent dorénavant de vendre des chaînes d'automates, c'est-à-dire un système permettant le transfert automatique des tubes vers les différents types d'automates de la même marque. Ces systèmes peuvent inclure la gestion automatisée d'une sérothèque.